# Bike Aid-Ride for Help/Saison 2014
Dieser Artikel listet Erfolge und Fahrer des Radsportteams Bike Aid-Ride for Help in der Saison 2014 auf.

## Erfolge in der UCI Africa Tour
In der Saison 2014 gelangen dem Team nachstehende Erfolge in der UCI Africa Tour.
| Datum          | Rennen                                | Kat. | Sieger           |
| -------------- | ------------------------------------- | ---- | ---------------- |
| 15. März       | 5. Etappe Tour du Cameroun            | 2.2  | Daniel Bichlmann |
| 9.–18. März    | Gesamtwertung Tour du Cameroun        | 2.2  | Dan Craven       |
| 9. November    | 4. Etappe Grand Prix Chantal Biya     | 2.2  | Mekseb Debesay   |
| 6.–9. November | Gesamtwertung Grand Prix Chantal Biya | 2.2  | Mekseb Debesay   |
| 17. November   | 1. Etappe Tour of Rwanda              | 2.2  | Mekseb Debesay   |
| 22. November   | 6. Etappe Tour of Rwanda              | 2.2  | Mekseb Debesay   |

## Zugänge – Abgänge
| Zugänge                            | Team 2013                 | Abgänge                 | Team 2014     |
| ---------------------------------- | ------------------------- | ----------------------- | ------------- |
| Mekseb Debesay (ab 25. Juni)       | Neoprofi                  | Dan Craven (bis 01.06)  | Team Europcar |
| Fabian Fritz (ab 25. Juni)         | Neoprofi                  | Ryan Wills (bis 25.06)  | Unbekannt     |
| Lars Pria (ab 27. Juni)            | Start-Trigon Cycling Team | Justin Wolf (bis 25.06) | Unbekannt     |
| Christian Dörle (ab 15. September) | Neoprofi                  |                         |               |

## Mannschaft
| Name                      | Geburtstag        | Nationalität | Team 2013                    |
| ------------------------- | ----------------- | ------------ | ---------------------------- |
| Abdou-Raouf Akanga        | 19. August 1993   | Togo         | Neoprofi                     |
| Daniel Bichlmann          | 18. August 1988   | Deutschland  | Neoprofi                     |
| Dan Craven (ab 1. Juni)   | 1. Februar 1983   | Namibia      | Synergy Baku Cycling Project |
| Mekseb Debesay            | 15. Juni 1991     | Eritrea      | Neoprofi                     |
| Christian Dörle           | 4. Januar 1968    | Deutschland  | Neoprofi                     |
| Fabian Fritz              | 8. Juni 1994      | Deutschland  | Neoprofi                     |
| Elmar Hantzsch            | 29. April 1983    | Deutschland  | Neoprofi                     |
| Michael Hümbert           | 6. Januar 1990    | Deutschland  | Team Bergstraße-Jenatec      |
| Karsten Keunecke          | 22. April 1981    | Deutschland  | Neoprofi                     |
| Patrick Lechner           | 12. Dezember 1988 | Deutschland  | Neoprofi                     |
| Yannick Mayer             | 15. Februar 1991  | Deutschland  | Team Baier Landshut          |
| Meron Amanuel Mengstab    | 10. Juni 1990     | Eritrea      | Neoprofi                     |
| Lars Pria                 | 31. Januar 1983   | Rumänien     | Start-Trigon Cycling Team    |
| Timo Schäfer              | 9. August 1982    | Deutschland  | Neoprofi                     |
| Matthias Schnapka         | 27. Juli 1980     | Deutschland  | Neoprofi                     |
| Richard Stockhausen       | 19. November 1988 | Deutschland  | Neoprofi                     |
| Ryan Wills (bis 25. Juni) | 19. Januar 1988   | Neuseeland   | Subway-Avanti (2010)         |
| Stagiaires                | Stagiaires        | Nationalität | Nationalität                 |
| Lucas Carstensen          | Lucas Carstensen  | Deutschland  | Deutschland                  |
| Kai Exner                 | Kai Exner         | Deutschland  | Deutschland                  |